# Roberto Campisi
Mons. Roberto Campisi (Siracusa, 18 novembre 1978) è un presbitero italiano, dal 26 ottobre 2022 assessore per gli affari generali della Segreteria di Stato della Santa Sede e dall'11 febbraio 2025 presidente della Commissione per le donazioni alla Santa Sede.

## Biografia
È nato a Siracusa, sede dell'omonima arcidiocesi, il 18 novembre 1978.
È stato ordinato presbitero il 7 dicembre 2002 per l'arcidiocesi di Siracusa.
Nel 2007 ha ottenuto il dottorato in utroque iure presso la Pontificia Università Lateranense.
Il 1º luglio 2010 è entrato nel servizio diplomatico della Santa Sede, collaborando presso le rappresentanze pontificie in Costa d’Avorio, Venezuela e Italia e, in seguito, presso la sezione per gli affari generali della Segreteria di Stato.
Il 26 ottobre 2022 papa Francesco lo ha nominato assessore per gli affari generali della Segreteria di Stato, succedendo a Luigi Roberto Cona, nominato nunzio apostolico in El Salvador. Contestualmente viene nominato Prelato d'onore di Sua Santità.
Il 9 novembre 2024 è stato nominato membro del consiglio superiore di coordinamento della Pontificia Università Lateranense.
L'11 febbraio 2025 è stato nominato presidente della Commissione per le donazioni alla Santa Sede.